# NNC 63-0532
NNC 63-0532 es un fármaco nociceptoide utilizado en la investigación científica. Actúa como un agonista potente y selectivo para el receptor de nociceptina, también conocido como receptor ORL-1 (opiate receptor-like 1).